# 2. Deutsche Volleyball-Bundesliga 1990/91 (Frauen)
Die Saison 1990/91 der 2. Volleyball-Bundesliga der Frauen war die fünfzehnte Ausgabe dieses Wettbewerbs.

## 2. Bundesliga Nord
Meister und Aufsteiger in die 1. Bundesliga wurde der TSV Bayer 04 Leverkusen. Absteiger in die Regionalliga bzw. Rückzügler waren BW Dingden, der Hamburger SV II, der 1. VC Schwerte II und CJD Berlin II.

### Mannschaften
In dieser Saison spielten folgende zehn Mannschaften in der 2. Bundesliga Nord der Frauen:
- CJD Berlin II
- USC Braunschweig
- TvdB Bremen
- BW Dingden
- SCU Emlichheim
- Hamburger SV II
- TV Hörde
- TSV Bayer 04 Leverkusen
- 1. VC Schwerte II
- Troisdorfer TV

Absteiger aus der 1. Bundesliga war der TV Hörde. Aus der Regionalliga stiegen der USC Braunschweig und der SCU Emlichheim (Nord) sowie der Troisdorfer TV (West) auf.

### Tabelle
|                         | Verein           | Spiele | Punkte | Sätze |
| ----------------------- | ---------------- | ------ | ------ | ----- |
| 1.                      | Leverkusen       | 18     | 28:8   | 48:25 |
| 2.                      | Hörde (A)        | 18     | 24:12  | 44:30 |
| 3.                      | Troisdorf (N)    | 18     | 20:16  | 37:37 |
| 4.                      | Emlichheim (N)   | 18     | 20:16  | 35:36 |
| 5.                      | Bremen           | 18     | 18:18  | 41:36 |
| 6.                      | Hamburg II       | 18     | 18:18  | 37:36 |
| 7.                      | Braunschweig (N) | 18     | 14:22  | 35:41 |
| 8.                      | Dingden          | 18     | 14:22  | 33:41 |
| 9.                      | Schwerte II      | 18     | 14:22  | 31:41 |
| 10.                     | Berlin II        | 18     | 10:26  | 28:46 |
| Stand: Abschlusstabelle |                  |        |        |       |

|     | Aufsteiger in die Bundesliga               |
|     | Absteiger in die Regionalliga bzw. Rückzug |
| (N) | Aufsteiger aus der Regionalliga            |

## 2. Bundesliga Süd
Meister und Aufsteiger in die 1. Bundesliga wurde der TV Creglingen. In die Regionalliga absteigen mussten TuS Stuttgart, Orplid Darmstadt und Bayern Lohhof II.

### Mannschaften
In dieser Saison spielten folgende zehn Mannschaften in der 2. Bundesliga Süd der Frauen:
- TV Creglingen
- Orplid Darmstadt
- TV Fechingen
- DJK Karbach
- Bayern Lohhof II
- TG 1862 Rüsselsheim
- TSV Schmiden
- TuS Stuttgart
- TSV Vilsbiburg
- 1. VC Wiesbaden

Absteiger aus der 1. Bundesliga war der TSV Vilsbiburg. Aufsteiger aus der Regionalliga waren die DJK Karbach (Süd) und der TV Fechingen (Südwest).

### Tabelle
|                         | Verein         | Spiele | Punkte | Sätze |
| ----------------------- | -------------- | ------ | ------ | ----- |
| 1.                      | Creglingen     | 18     | 32:4   | 50:20 |
| 2.                      | Fechingen (N)  | 18     | 30:6   | 48:13 |
| 3.                      | Vilsbiburg (A) | 18     | 26:10  | 46:19 |
| 4.                      | Wiesbaden      | 18     | 20:16  | 41:31 |
| 5.                      | Karbach (N)    | 18     | 18:18  | 36:34 |
| 6.                      | Rüsselsheim    | 18     | 18:18  | 31:34 |
| 7.                      | Schmiden       | 18     | 18:18  | 30:33 |
| 8.                      | Lohhof II      | 18     | 14:22  | 27:37 |
| 9.                      | Stuttgart      | 18     | 4:32   | 8:50  |
| 10.                     | Darmstadt      | 18     | 0:36   | 8:54  |
| Stand: Abschlusstabelle |                |        |        |       |

|     | Aufsteiger in die Bundesliga    |
|     | Absteiger in die Regionalliga   |
| (A) | Absteiger aus der 1. Bundesliga |
| (N) | Aufsteiger aus der Regionalliga |